# Etienne D'Hondt
Etienne D'hondt (25 juni 1942) was de trainer van KSC Lokeren in het seizoen 1992/93. Hij nam in februari 1993 over van Aimé Anthuenis en Jozef Vacenovsky. Hij kon de club net niet behoeden voor degradatie, eindigde op een 17e plaats op 2 puntjes van Lommel SK.